# Yongala (Australie-Méridionale)
Pour les articles homonymes, voir Yongala.
Yongala est une petite ville d'Australie-Méridionale, en Australie, située sur la route B79 reliant Clare à Peterborough. Sa population était de 243 habitants en 2011.

## Crédits
- (en) Cet article est partiellement ou en totalité issu de l’article de Wikipédia en anglais intitulé « Yongala, South Australia » (voir la liste des auteurs).